# Leon Kruczkowski

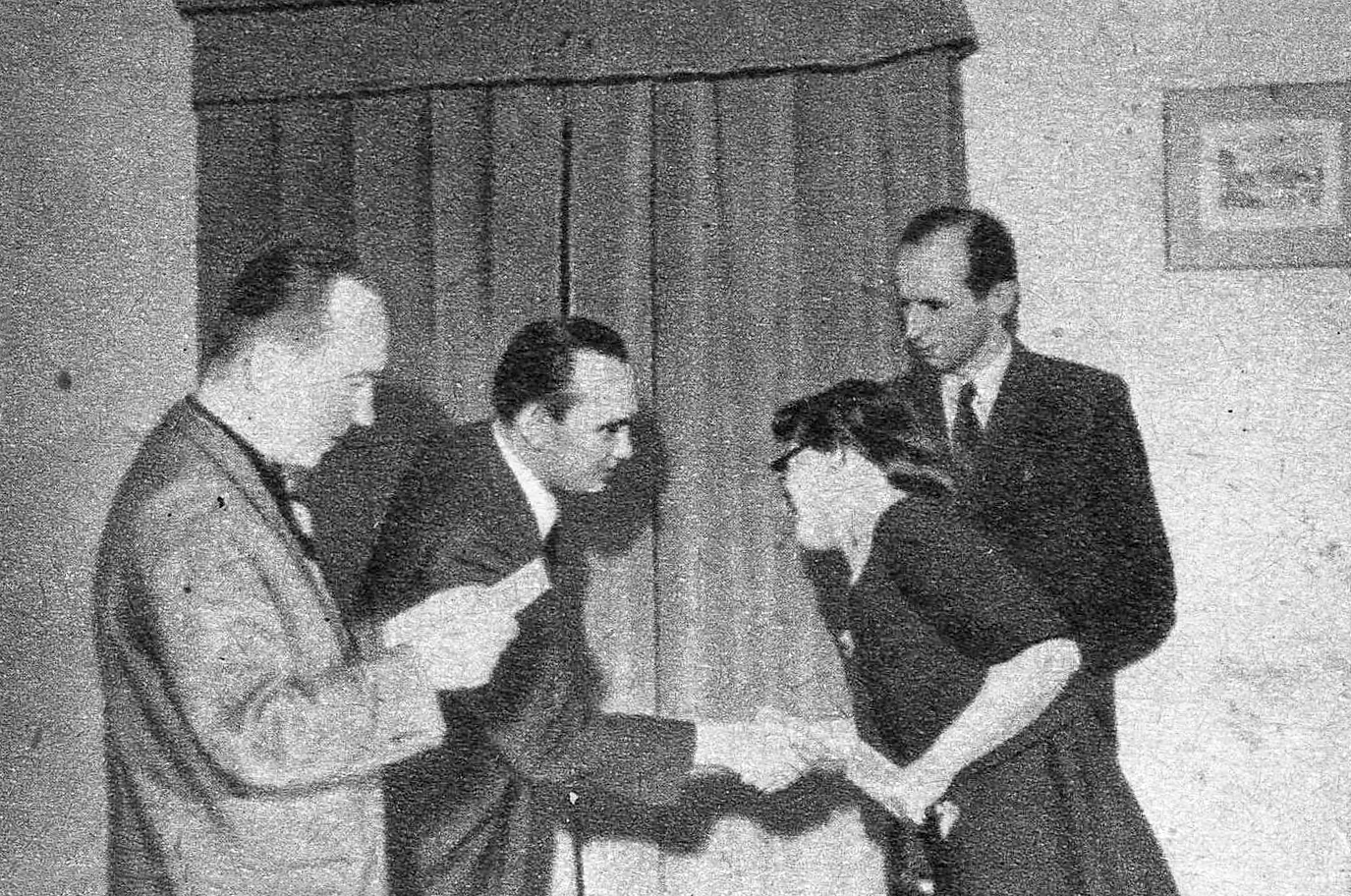
Leon Kruczkowski, Jerzy Albrecht wręczają nagrody za najlepszy scenariusz o Chopinie laureatom: Hannie Ogulewicz i Stanisławowi Hadynie

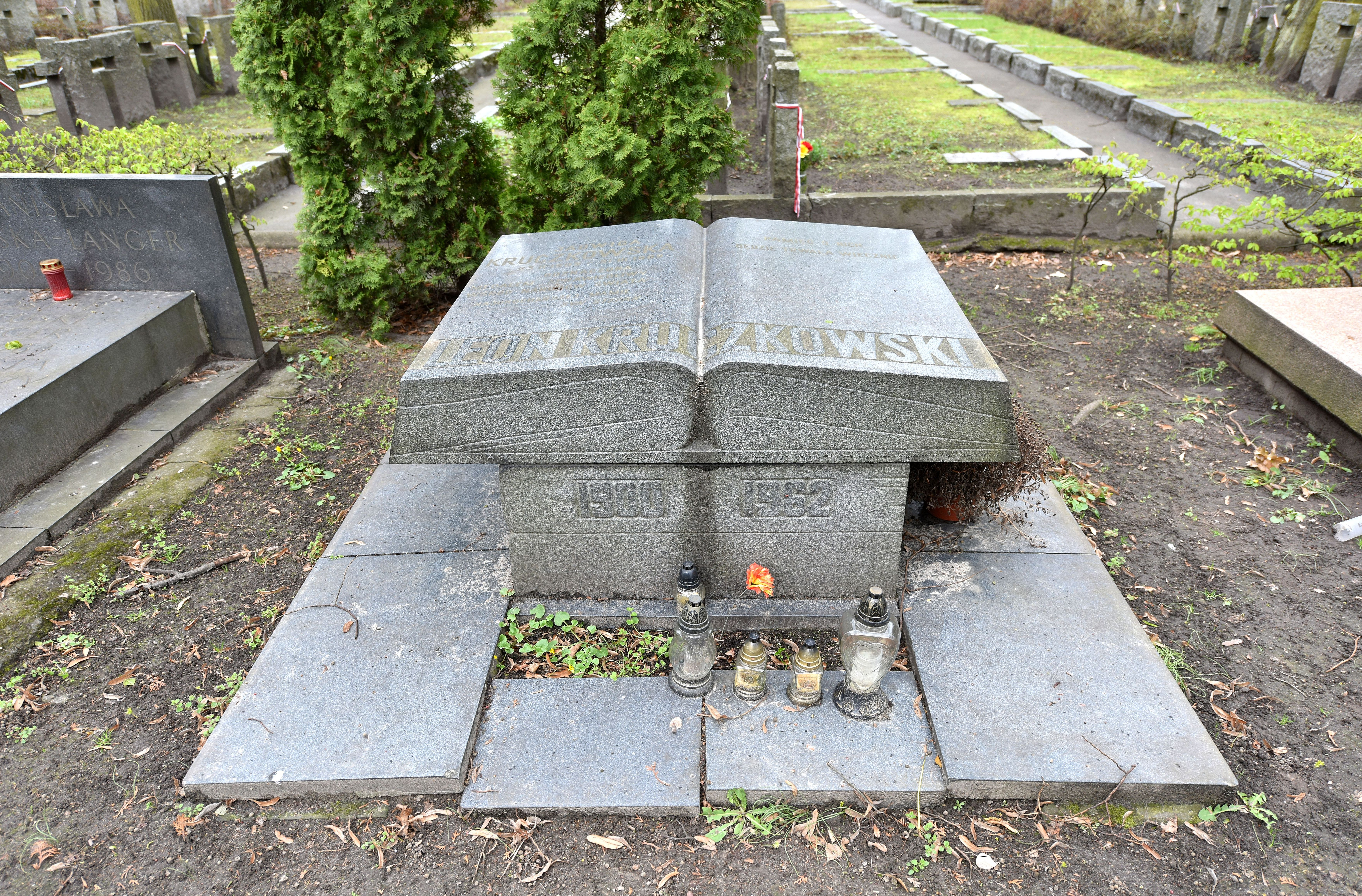
Grób Leona Kruczkowskiego na cmentarzu Wojskowym na Powązkach w Warszawie

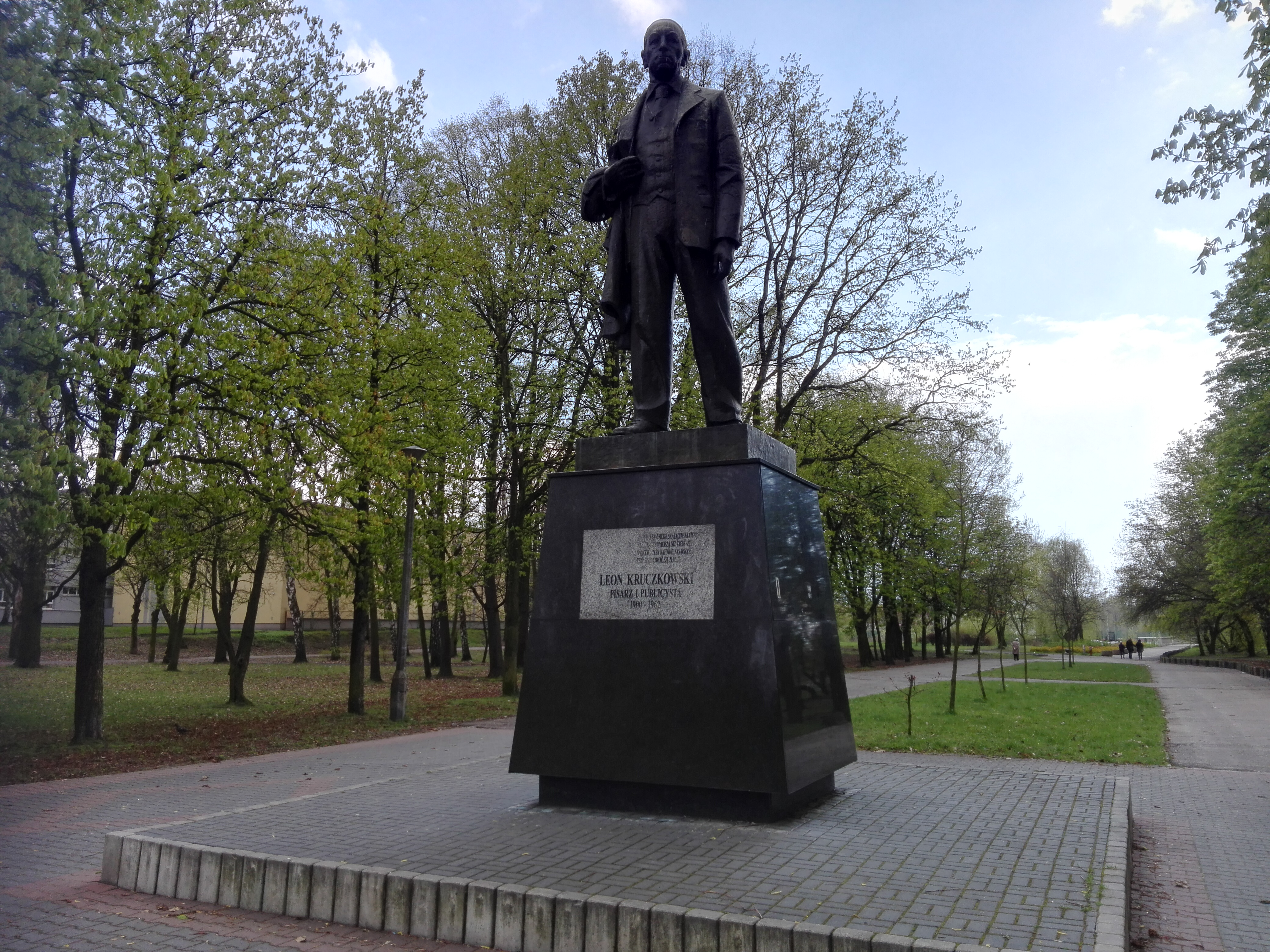
Pomnik Leona Kruczkowskiego w parku jego imienia w Sosnowcu

Leon Kruczkowski (ur. 28 czerwca 1900 w Krakowie, zm. 1 sierpnia 1962 w Warszawie) – polski pisarz i publicysta, oficer rezerwy Wojska Polskiego, poseł do Krajowej Rady Narodowej, na Sejm Ustawodawczy (1947–1952) oraz na Sejm PRL I, II i III kadencji (1952–1962), działacz komunistyczny, w latach 1949–1956 prezes Związku Literatów Polskich. Od 1957 do śmierci członek Rady Państwa. Budowniczy Polski Ludowej, laureat Leninowskiej Nagrody Pokoju.

## Życiorys
Urodził się 28 czerwca 1900 roku w Krakowie, jako jedno z siedmiorga dzieci w rodzinie Łukasza, introligatora, i Ludwiki z Boguszów. Ojciec prowadził własną pracownię przy Małym Rynku 6. Leon ukończył cztery klasy szkoły wydziałowej. 14 czerwca 1918, po ukończeniu Wydziału Chemiczno-Technicznego Wyższej Szkoły Przemysłowej w Krakowie, zdał egzamin dojrzałości. Od listopada 1919 do marca 1920 był zatrudniony w redakcji „Nowej Reformy“, w charakterze reportera i korektora.
4 marca 1920 został wcielony do 4/V batalionu wartowniczego w Nowym Sączu. 29 czerwca tego roku został przeniesiony do Oddziału Sanitarnego Szpitala Wojskowego dla jeńców w Nowym Sączu. Od 1 marca do 10 czerwca 1921 był słuchaczem VII wojennego kursu oficerów gospodarczych przy Intendenturze Dowództwa Okręgu Generalnego Kraków. 1 lipca 1921 został mianowany podchorążym gospodarczym i przydzielony do Wydziału Mundurowego Intendentury DOGen. Kraków. 13 sierpnia 1921 został przeniesiony do Komisji Gospodarczej 7 batalionu celnego w Żywcu na stanowisko zastępcy oficera kasowego, 20 grudnia do Wojskowego Okręgowego Zakładu Gospodarczego Kraków, a 8 stycznia 1922 do Komisji Gospodarczej 1 pułku artylerii górskiej w Nowym Sączu. 1 marca 1922 został przydzielony do 8 batalionu celnego w Nowym Sączu na stanowisko oficera prowiantowego. 14 kwietnia 1922 został mianowany z dniem 1 lutego 1922 podporucznikiem w korpusie oficerów administracji, grupa gospodarcza, z powołaniem do służby czynnej i równoczesnym wcieleniem do Wojskowego Okręgowego Zakładu Gospodarczego Kraków. 1 października 1922 został przeniesiony do 1 batalionu Straży Granicznej na stanowisko oficera prowiantowego. Od 1 lutego do 9 maja 1923 przebywał w Szpitalu Wojskowym w Stanisławowie jako wenerycznie chory. 14 maja 1923 został przeniesiony do rezerwy. 8 stycznia 1924 został zatwierdzony w stopniu podporucznika ze starszeństwem z 1 lutego 1922 i 2. lokatą w korpusie oficerów rezerwy piechoty i przydzielony w rezerwie do 67 pułku piechoty w Brodnicy. W marcu 1925 został przeniesiony w rezerwie do 12 pułku piechoty w Wadowicach. W tym oddziale odbył cztery ćwiczenia rezerwy (1928, 1929, 1930 i 1932), a od 29 września do 25 października 1930 ukończył kurs oficerów gazowych w Szkole Gazowej w Warszawie.
Po studiach pracował początkowo w przemyśle i szkolnictwie zawodowym, następnie od początku lat 30. zajmował się działalnością literacką i publicystyczną; był związany z lewicą. Debiutował w Krakowie na przełomie lat 1918/1919, publikując wiersze w czasopiśmie „Maski”. Po ukończeniu studiów z zakresu technologii chemii pracował w przemyśle w Zagłębiu Dąbrowskim. W latach 1926–1933 mieszkał w Kazimierzu. Mieszkając tam zatrudnił się jako nauczyciel chemii, matematyki i fizyki w Szkole Rzemieślniczo-Przemysłowej w Maczkach. Jego żona również zaczęła pracować jako nauczycielka. W tym czasie wydał tom wierszy Młoty nad światem (1928) oraz powieść Kordian i cham (1932), która stała się rewelacją literacką. Po sukcesie tej powieści Kruczkowski poświęcił się wyłącznie pracy literackiej i publicystycznej. W 1935 powstał przeznaczony na scenę utwór satyryczny, wymierzony przeciw nacjonalizmowi i rasizmowi, Bohater naszych czasów, wystawiony w warszawskim Teatrze Comoedia, oraz powieść historyczna Pawie pióra, zaś w 1937 powieść o tematyce współczesnej Sidła. Jednocześnie pisarz systematycznie współpracował z prasą lewicową: „Sygnałami”, „Lewym Torem”, „Oblicze Dnia", „Po prostu”, „Nową Wsią”, „Epoką” i innymi. Efektem politycznej i publicystycznej działalności Kruczkowskiego były publikacje: „Człowiek i powszedniość”, „Dlaczego jestem socjalistą”, „W klimacie dyktatury” (zbiór artykułów), ukazujące się w latach 1936–1938.
Pod koniec dwudziestolecia pracował nad powieścią z czasów Stanisława Augusta oraz utworem poświęconym polskiej emigracji robotniczej w Belgii (obie powieści, nie ukończone, zaginęły).
W 1939 został zmobilizowany do 12 pułku piechoty . Wziął udział w kampanii wrześniowej, w czasie której dostał się do niemieckiej niewoli. Przebywał w Oflagu II B Arnswalde, a od 15 maja 1942 w Oflagu II D Gross-Born . Z obozu został uwolniony w lutym 1945 przez żołnierzy z 18 Pułku Piechoty 1 Armii Wojska Polskiego w czasie walk o przełamanie Wału Pomorskiego.
Po powrocie do Polski wstąpił do Polskiej Partii Robotniczej, założył w Krakowie miesięcznik literacki „Twórczość”. W latach 1945–1948 był podsekretarzem stanu (wiceminister) w Ministerstwie Kultury i Sztuki, a od 1949 do 1956 roku prezesem Zarządu Głównego Związku Literatów Polskich. W latach 1951–1956 przewodniczył Komitetowi Współpracy Kulturalnej z Zagranicą. Od lutego 1957 był członkiem Rady Państwa. Od 1946 roku był posłem – kolejno: do Krajowej Rady Narodowej, na Sejm Ustawodawczy oraz na Sejm PRL I, II i III kadencji. W latach 1952–1956 przewodniczył sejmowej Komisji Oświaty, Nauki i Kultury. Od 1952 do 1956 roku był członkiem Prezydium Ogólnopolskiego Komitetu Frontu Narodowego, a od 1958 członkiem Prezydium Ogólnopolskiego Komitetu Frontu Jedności Narodu. W listopadzie 1949 został członkiem Ogólnokrajowego Komitetu Obchodu 70-lecia urodzin Józefa Stalina. Był działaczem Polskiej Zjednoczonej Partii Robotniczej, członkiem egzekutywy podstawowej organizacji partyjnej przy ZG Związku Literatów Polskich w 1950 oraz członkiem Komitetu Centralnego PZPR.
Po wojnie był jednym z najczynniejszych organizatorów życia kulturalnego, pełniąc wiele funkcji państwowych i społecznych. Jego praca literacka nie uległa przy tym zahamowaniu. Powieściopisarz stał się dramatopisarzem. W 1948 roku Teatr Polski w Warszawie wystawił jego Odwety, dramat o problematyce współczesnej, gorąco przyjęty zarówno przez publiczność, jak i krytykę, a w dwa lata potem na scenie Starego Teatru w Krakowie, odbyła się premiera Niemców – najgłośniejszej sztuki Kruczkowskiego, choć jego autorstwo zostało podane w wątpliwość. Niemcy, grani na blisko dwudziestu scenach Polski, doczekały się 14 przekładów na języki obce, 8 wydań w językach obcych, oraz premier w: Berlinie i innych miastach niemieckich, Wiedniu, Paryżu, Brukseli, Pradze, Bratysławie, Rzymie, Sofii, Londynie, Helsinkach i Tokio.
22 listopada 1950 roku w Warszawie, na II Kongresie Obrońców Pokoju, został wybrany w skład Światowej Rady Pokoju. W tym samym roku był sygnatariuszem apelu sztokholmskiego. W 1950 roku pisarz wydał tom publicystyki Spotkania i konfrontacje oraz rekonstrukcję nieznanej i nieukończonej sztuki Stefana Żeromskiego Grzech, którą adaptował na scenę Teatru Kameralnego w Warszawie. W roku 1954 ukazał się wybór artykułów z okresu powojennego Wśród swoich i obcych oraz powstał dramat na temat skazanych na karę śmierci za przekazywanie radzieckim agentom tajemnic dotyczących amerykańskiej broni jądrowej Rosenbergów Juliusz i Ethel, natomiast w rok później – podobnie jak Juliusza i Ethel – Teatr Kameralny wystawił napisaną w roku 1952 sztukę o problematyce współczesnej Odwiedziny. Był członkiem korespondentem Akademie der Künste (Niemieckiej Akademii Sztuki).
Uchwałą Rady Państwa z 8 maja 1958 został powołany na przewodniczącego Komitetu Roku Chopinowskiego 1960.
Zmarł 1 sierpnia 1962 roku w Warszawie.  4 sierpnia 1962 trumna z jego zwłokami została wystawiona na widok publiczny w Sali Kolumnowej Rady Państwa, a następnie odbył się pogrzeb z pełnymi honorami państwowymi i wojskowymi w Alei Zasłużonych na cmentarzu Wojskowym na Powązkach (kwatera A26-tuje-10/11). W pogrzebie uczestniczyły tysiące mieszkańców Warszawy. Władze PZPR i państwowe na uroczystościach reprezentowali: przewodniczący Rady Państwa Aleksander Zawadzki, premier Józef Cyrankiewicz, Edward Ochab, Ignacy Loga-Sowiński, Czesław Wycech, Stanisław Kulczyński, Oskar Lange, Bolesław Podedworny, Piotr Jaroszewicz, Franciszek Waniołka i Julian Horodecki. Przemówienia żałobne wygłosili: członek Biura Politycznego KC PZPR Edward Ochab oraz prezes Związku Literatów Polskich Jarosław Iwaszkiewicz. Jego nagrobek został zaprojektowany przez Mariana Wnuka. Przedstawia trzy leżące jedna na drugiej księgi, z których dwie są zamknięte, a trzecia, górna – otwarta.

## Życie prywatne
W 1925 roku ożenił się z Jadwigą Janowską, z którą miał syna Adama (1930–1969), posła na Sejm PRL IV kadencji.

## Twórczość

### Powieści
- Kordian i cham (1932)
- Pawie pióra (1935)
- Sidła (1937)

### Zbiory opowiadań
- Szkice z piekła uczciwych (1963)

### Zbiory poetyckie
- Młoty nad światem (1928, debiut literacki)

### Dramaty
- Kordian i cham (1935, adaptacja powieści)
- Odwety (1948)
- Niemcy (1949), pierwotny tytuł: Niemcy są ludźmi
- Juliusz i Ethel (1954)
- Odwiedziny (1955)
- Pierwszy dzień wolności (1959)
- Śmierć gubernatora (1961)
- Rodzina Sonnenbrucków (scenariusz filmowy)

### Eseistyka
- Człowiek i powszedniość
- Dlaczego jestem socjalistą[28]
- W klimacie dyktatury
- Spotkania i konfrontacje
- Prawo do kultury
- Literatura i polityka

### Ekranizacje i scenariusze
- Rodzina Sonnenbrucków (1951) – na podstawie sztuki Niemcy,
- Młodość Chopina (1951) – dialogi,
- Złote i czarne (1953),
- Drugie sumienie (1953),
- Odwety. Trzy fragmenty z II aktu (1954),
- Krzyżacy (1960) – dialogi,
- Dziś w nocy umrze miasto (1961) – autor scenariusza i dialogów,
- Pierwszy dzień wolności (1964) – ekranizacja sztuki o tym samym tytule,
- Niemcy (Germans) (1996) – na podstawie sztuki Niemcy,
- Kordian i cham – (1972) spektakl telewizyjny[29]

## Ordery i odznaczenia
- Order Budowniczych Polski Ludowej[19] (1954)[30]
- Order Sztandaru Pracy I klasy (22 lipca 1949)[31]
- Krzyż Komandorski Orderu Odrodzenia Polski (19 lipca 1946)[32]
- Medal 10-lecia Polski Ludowej (19 stycznia 1955)[33]
- Oficer Orderu Lwa Białego (Czechosłowacja, 1957)[34]
- Order Zasługi dla Ludu ze Złotą Gwiazdą (Jugosławia, 1946)[35]
- Kawaler innych zagranicznych orderów[19]

## Nagrody
- Państwowa Nagroda Artystyczna I stopnia w dziale literatury za utwór dramatyczny pt. Niemcy (1950)[36]
- Międzynarodowa Stalinowska Nagroda za Umacnianie Pokoju Pomiędzy Narodami (1953)
- Nagroda Państwowa I stopnia za całość twórczości literackiej (1955)[37]

## Upamiętnienie

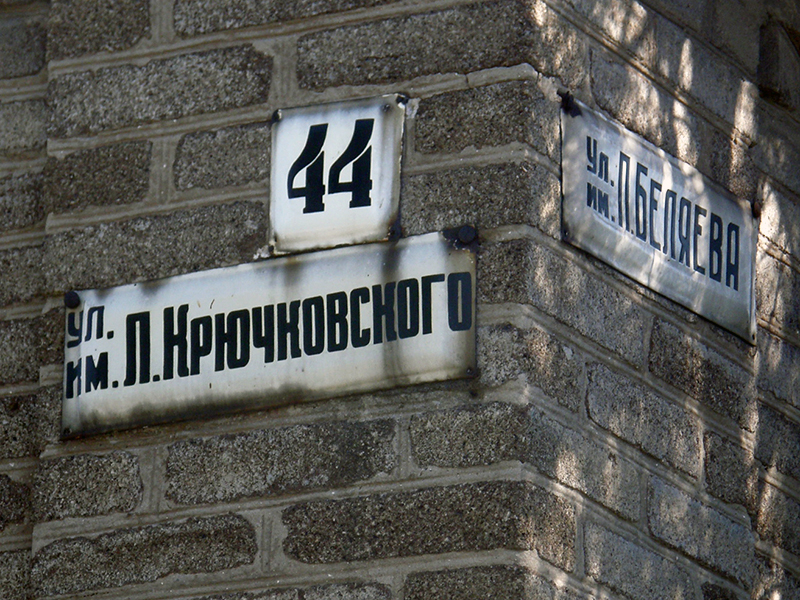
Tablica z nazwą ulicy Leona Kruczkowskiego w Kramatorsku

15 października 1980 roku odsłonięto pomnik Leona Kruczkowskiego w Sosnowcu. Monument autorstwa Mariana Koniecznego znajduje się w parku im. por. pilota Jana Fusińskiego.
Imieniem Leona Kruczkowskiego nazwano:
- Lubuski Teatr w Zielonej Górze (od 1964 do lutego 2019)
- I Liceum Ogólnokształcące w Tychach
- Szkoła Podstawowa nr 7  w Olsztynie[39]
- Szkoła Podstawowa nr 40 w Lublinie[40] (obecnie imienia Lubelskiego Lipca 1980)
- Szkoła Podstawowa nr 43 w Zabrzu (obecnie bez patrona)
- Szkoła Podstawowa nr 71 we Wrocławiu[41] (obecnie imienia Zesłańców Sybiru)[42]
- osiedle w Kłodzku
- osiedle w Lublinie
- ulica w Warszawie w dzielnicy Śródmieście (od 21 grudnia 1962)[43]
- ulica w Kramatorsku
- sala w Pałacu Kultury i Nauki[44].

Do 2018 roku jego imię nosiło LVI Liceum Ogólnokształcące w Warszawie (obecnie imienia Rotmistrza Witolda Pileckiego).